# هرمان فريدمان
هرمان فريدمان (بالألمانية: Hermann Friedmann)‏ هو فيلسوف وأستاذ جامعي ومحامي ومحامي بولندي وألماني، ولد في 11 أبريل 1873 في بياويستوك في بولندا، وتوفي في 25 مايو 1957 في هايدلبرغ في ألمانيا.

## وصلات خارجية
- هرمان فريدمان على موقع مونزينجر (الألمانية)